# Lluís Companyó i Lanquine
Lluís Companyó i Lanquine (Baudile-Jean-Louis Companyo) (Ceret, 16 de desembre de 1781 - Perpinyà, 10 de setembre de 1871) va ser un metge i naturalista nord-català.
El seu pare, Lluís Companyó, va ser un metge, membre de l'Acadèmia de Medicina de París, i la seva mare, Claire Lauquine, era nadiua d'Arles. Es va convertir ràpidament en orfe, però va seguir els passos del pare estudiant a la facultat de Montpeller. Va haver de deixar els estudis per fer el servei militar durant el qual es va convertir en cirurgià personal major al quarter general del Príncep Murat, el 1807 a Espanya. En aquesta època va conèixer i es va fer amic de l'entomòleg Pierre Dejean i el famós baró Larrey. Malgrat la guerra, van fer nombroses expedicions a la recerca d'animals desconeguts.
Tornant a França després de la guerra a Espanya, es va convertir en cap de l'hospital militar de Prada. Per raons de salut, va haver de renunciar a la seva carrera militar i va acabar els seus estudis amb un doctorat a Montpeller el 17 de juny de 1812.
A partir d'aquest moment, va continuar la seva investigació naturalista en diferents viatges. Forma diverses col·leccions i crea a Perpinyà un museu, que va cedir a la ciutat el 1837. El 21 de novembre de 1840, va ser nomenat director-comissari d'aquest Museu d'Història Natural de Perpinyà.
S'interessà en temes tan diversos com estadística, educació pública, sanejament, vigilància penitenciària, els vivers, sericultura, ciències agrícoles...
El 1852 es va negar a prendre el jurament polític al nou govern, que el va treure de les seves funcions com a metge de presó i director del viver. Malgrat això, continua ampliant les seves col·leccions. El 1844 i el 1845, la Societat Agrícola, Científica i Literària dels Pirineus Orientals li va encomanar la presidència.
Companyó estudià els cursos dels rius i les diferents terres que travessen i va fer una exposició en un dels salons del Museu. Va decidir imprimir l'inventari complet de les seves observacions dels tres regnes de la naturalesa. A l'edat de vuitanta anys, va emprendre la publicació en tres volums grans i va publicar el 1864 Histoire naturelle du département des Pyrénées-Orientales, considerat el primer llibre d'història natural sobre els Pirineus.
Rep les palmes d'Oficial d'Instrucció Pública el 1864, la Creu de la Legió d'Honor el 1867, la de l'Orde Imperial de Francesc Josep d'Àustria el 1870, poc abans de morir a Perpinyà el 1871.